# Medal of Honor: Pacific Assault
Medal of Honor: Pacific Assault (en español Medalla de Honor: Asalto al Pacífico) es un videojuego de disparos en primera persona del año 2004 para Windows, el séptimo de la serie Medal of Honor. Fue desarrollado en conjunto por EA Los Ángeles y TKO Software usando el motor de videojuego Havok. Los primeros se encargaron del modo de un jugador, y los segundos del modo multijugador. Fue publicado por Electronic Arts.
Existen dos ediciones del videojuego, una estándar en formato CD-ROM y una especial en DVD, que incluye algunos extras y películas históricas.

## Jugabilidad
En Medal of Honor: Pacific Assault, el jugador asume el papel del soldado Thomas Conlin, un marine de los Estados Unidos asignado al teatro del Pacífico en la Segunda Guerra Mundial. Los niveles incluyen el ataque a Pearl Harbor, el asalto a la isla de Makin, la campaña de Guadalcanal y la batalla de Tarawa.
El mundo se observa desde una perspectiva en primera persona, con la excepción de un nivel en el que el jugador pilota un Douglas SBD Dauntless en medio de un combate aéreo. La acción toma lugar en los inicios de la guerra, comenzando con el entrenamiento militar y el ataque a Pearl Harbor (1940-1941) y concluyendo con la batalla de Tarawa (1943).
El prólogo del juego comienza con el asalto a Tarawa, hasta que al protagonista lo alcanza una granada. El protagonista comienza a recordar su historia desde su entrenamiento como marine 2 años antes. Tras esto, el jugador se encuentra en Hawái, donde se le asigna al USS Arizona. Pero los japoneses atacan Pearl Harbor antes de poder llegar. Ante esto, el jugador intenta hacer lo posible para defenderse.
La guerra comenzada, el Conlin es asignado al 2º batallón de Raiders, donde se encuentra con sus amigos del campamento. Su primera misión es el asalto nocturno al Atolón Makin. Tras esta exitosa misión se llega a Guadalcanal, donde se deberá luchar ferozmente contra el enemigo. La última misión es en Tarawa.

## Recepción
Medal of Honor: Pacific Assault recibió buenos puntajes y reseñas positivas. En GameRankings, Metacritic y GameStats obtuvo puntajes promedios de un 80%.